# Championnat d'Asie du Sud féminin de football 2019
Navigation
Édition précédente 2021
Le Championnat d'Asie du Sud féminin 2019 sera la cinquième édition du Championnat d'Asie du Sud féminin, le championnat bisannuel international de football féminin disputé par les équipes nationales de la Fédération d'Asie du Sud de football (SAFF). Initialement prévue du 17 au 26 décembre 2018 au Sri Lanka,, la compétition a été reprogrammée, le Sri Lanka se retirant en tant qu'organisateur. Il a été ensuite décider de tenir la compétition du 12 au 22 mars 2018, qui sera hébergée par le Népal,.
Le tirage au sort de la phase de groupes du tournoi a eu lieu le 13 novembre 2018 au siège de la Fédération de football de l'Asie du Sud à Dhaka au Bangladesh.
Le 12 mars 2019, le Népal sera opposer au Bhoutan pour l'ouverture du tournoi.
Les 4 premières éditions du Championnat d'Asie du Sud féminin de football de 2010, 2012, 2014 et 2016 ont été remportés par l'équipe d'Inde.
L'Inde remporte pour la cinquième fois le Championnat d'Asie du Sud féminin de football, en battant en finale le Népal 3-1.

## Équipes participantes
- Inde (Champion 2010, 2012, 2014 et 2016)
- Népal (Finaliste 2010, 2012 et 2014)[12]
- Bangladesh (Finaliste 2016)[13]
- Sri Lanka[14]
- Maldives
- Pakistan[15]
- Bhoutan[16]

## Compétition

### Phase de groupes

#### Groupe A
| Rang | Équipe     | Pts | J | G | N | P | Bp | Bc | Diff |  | Résultats (▼ dom., ► ext.) | Drapeau du Népal |   |   |
| ---- | ---------- | --- | - | - | - | - | -- | -- | ---- |  | -------------------------- | ---------------- | - | - |
| 1    | Népal      | 6   | 2 | 2 | 0 | 0 | 6  | 0  | +6   |  | Népal                      |                  | . | . |
| 2    | Bangladesh | 3   | 2 | 1 | 0 | 1 | 2  | 3  | -1   |  | Bangladesh                 | .                |   | . |
| 3    | Bhoutan    | 0   | 2 | 0 | 0 | 2 | 0  | 5  | -5   |  | Bhoutan                    | .                | . |   |

| 12 mars 2019 | Népal                                                             | 3–0 | Bhoutan | Sahid Rangsala Stadium Biratnagar              |                                                |
|              | Manjali Kumari Yonjan 13e · Sabitra Bhandari 16e · Niru Thapa 54e |     |         | Spectateurs : 2 798 Arbitrage : Mizanur Rahman | Spectateurs : 2 798 Arbitrage : Mizanur Rahman |
|              | (Rapport)                                                         |     |         | Spectateurs : 2 798 Arbitrage : Mizanur Rahman | Spectateurs : 2 798 Arbitrage : Mizanur Rahman |

| 14 mars 2019 | Bhoutan   | 0–2 | Bangladesh                                     | Sahid Rangsala Stadium Biratnagar                |                                                  |
|              |           |     | 47e Mishrat Jahan Moushumi · 85e Sabina Khatun | Spectateurs : 2 379 Arbitrage : Ashish Chowdhury | Spectateurs : 2 379 Arbitrage : Ashish Chowdhury |
|              | (Rapport) |     |                                                | Spectateurs : 2 379 Arbitrage : Ashish Chowdhury | Spectateurs : 2 379 Arbitrage : Ashish Chowdhury |

| 16 mars 2019 | Népal                                                                     | 3–0 | Bangladesh | Sahid Rangsala Stadium Biratnagar                  |                                                    |
|              | Masura Pravin 6e (csc) · Sabitra Bhandari 23e · Manjali Kumari Yonjan 28e |     |            | Spectateurs : 4 687 Arbitrage : Sanjay Chakrabarty | Spectateurs : 4 687 Arbitrage : Sanjay Chakrabarty |
|              | (Rapport)                                                                 |     |            | Spectateurs : 4 687 Arbitrage : Sanjay Chakrabarty | Spectateurs : 4 687 Arbitrage : Sanjay Chakrabarty |

#### Groupe B
| Rang | Équipe    | Pts | J | G | N | P | Bp | Bc | Diff |  | Résultats (▼ dom., ► ext.) |   |   |   |
| ---- | --------- | --- | - | - | - | - | -- | -- | ---- |  | -------------------------- | - | - | - |
| 1    | Inde      | 6   | 2 | 2 | 0 | 0 | 11 | 0  | +11  |  | Inde                       |   | . | . |
| 2    | Sri Lanka | 3   | 2 | 1 | 0 | 1 | 2  | 5  | -3   |  | Sri Lanka                  |   | . | . |
| 3    | Maldives  | 0   | 2 | 0 | 0 | 2 | 0  | 8  | -8   |  | Maldives                   | . | . |   |

| 13 mars 2019 | Inde | 6–0 | Maldives | Sahid Rangsala Stadium Biratnagar                 |                                                   |
|              | Grace Dangmei 8e · Sweety Devi 13e · Indumati Katheresan 23e · Sanju Yadav 27e 89e · Ratan Bala Devi 45+4e |     |          | Spectateurs : 1 813 Arbitrage : Ashmita Manandhar | Spectateurs : 1 813 Arbitrage : Ashmita Manandhar |
|              | (Rapport)                                                                                                  |     |          | Spectateurs : 1 813 Arbitrage : Ashmita Manandhar | Spectateurs : 1 813 Arbitrage : Ashmita Manandhar |

| 15 mars 2019 | Maldives  | 0–2 | Sri Lanka                             | Sahid Rangsala Stadium Biratnagar            |                                              |
|              |           |     | 40e 50e R.M. Chalani Kumari Ekanayake | Spectateurs : 1 464 Arbitrage : Dulal Mridha | Spectateurs : 1 464 Arbitrage : Dulal Mridha |
|              | (Rapport) |     |                                       | Spectateurs : 1 464 Arbitrage : Dulal Mridha | Spectateurs : 1 464 Arbitrage : Dulal Mridha |

| 17 mars 2019 | Inde | 5–0 | Sri Lanka | Sahid Rangsala Stadium Biratnagar              |                                                |
|              | Gracie Dangmei 4e · Sandhya Ranganathan 7e · Indumati Katheresan 36e · Sangita Basfore 45e · Ratan Bala Devi 47e |     |           | Spectateurs : 1 684 Arbitrage : Mizanur Rahman | Spectateurs : 1 684 Arbitrage : Mizanur Rahman |
|              | (Rapport) |     |           | Spectateurs : 1 684 Arbitrage : Mizanur Rahman | Spectateurs : 1 684 Arbitrage : Mizanur Rahman |

## Phase à élimination directe

### Tournoi final
|  | Demi-finales                                     | Demi-finales                                     |       |   | Finale                                           | Finale                                           |
|  | Demi-finales                                     | Demi-finales                                     |       |   | Finale                                           | Finale                                           |
|  |                                                  |                                                  |       |   |                                                  |                                                  |
|  | 20 mars 2019, Sahid Rangsala Stadium, Biratnagar | 20 mars 2019, Sahid Rangsala Stadium, Biratnagar |       |   | 22 mars 2019, Sahid Rangsala Stadium, Biratnagar | 22 mars 2019, Sahid Rangsala Stadium, Biratnagar |
|  | 20 mars 2019, Sahid Rangsala Stadium, Biratnagar | 20 mars 2019, Sahid Rangsala Stadium, Biratnagar |       |   | 22 mars 2019, Sahid Rangsala Stadium, Biratnagar | 22 mars 2019, Sahid Rangsala Stadium, Biratnagar |
|  | Népal                                            | 4                                                |       |   | 22 mars 2019, Sahid Rangsala Stadium, Biratnagar | 22 mars 2019, Sahid Rangsala Stadium, Biratnagar |
|  | Népal                                            | 4                                                |       |   | 22 mars 2019, Sahid Rangsala Stadium, Biratnagar | 22 mars 2019, Sahid Rangsala Stadium, Biratnagar |
|  | Sri Lanka                                        | 0                                                |       |   | 22 mars 2019, Sahid Rangsala Stadium, Biratnagar | 22 mars 2019, Sahid Rangsala Stadium, Biratnagar |
|  | Sri Lanka                                        | 0                                                | Népal | 1 |                                                  |                                                  |
|  | 20 mars 2019, Sahid Rangsala Stadium, Biratnagar |                                                  | Népal | 1 |                                                  |                                                  |
|  |                                                  | Inde                                             | 3     |   |                                                  |                                                  |
|  | Inde                                             | Inde                                             | 3     | 4 |                                                  |                                                  |
|  | Inde                                             |                                                  |       | 4 |                                                  |                                                  |
|  | Bangladesh                                       | 0                                                |       |   |                                                  |                                                  |
|  | Bangladesh                                       | 0                                                |       |   |                                                  |                                                  |

#### Demi-finales
| 20 mars 2019 | Népal                                                                               | 4–0 | Sri Lanka | Sahid Rangsala Stadium Biratnagar       |                                         |
|              | Punam Jargha Magar 42e · Anita Basnet 73e · Sabitra Bhandari 82e · Rekha Paudel 85e |     |           | Spectateurs : 4 112 Arbitrage : P.Singh | Spectateurs : 4 112 Arbitrage : P.Singh |
|              | (Rapport)                                                                           |     |           | Spectateurs : 4 112 Arbitrage : P.Singh | Spectateurs : 4 112 Arbitrage : P.Singh |

| 20 mars 2019 | Inde                                                                   | 4–0 | Bangladesh | Sahid Rangsala Stadium Biratnagar              |                                                |
|              | Dalima Chibber 18e · Indumati Katheresan 22e 37e · Manisha Panna 90+3e |     |            | Spectateurs : 1 263 Arbitrage : Mohommed Nizam | Spectateurs : 1 263 Arbitrage : Mohommed Nizam |
|              | (Rapport)                                                              |     |            | Spectateurs : 1 263 Arbitrage : Mohommed Nizam | Spectateurs : 1 263 Arbitrage : Mohommed Nizam |

#### Finale
| 22 mars 2019 | Népal                | 1–3 | Inde                                                     | Sahid Rangsala (en) Biratnagar |                      |
|              | Sabitra Bhandari 33e |     | 26e Dalima Chibber · 63e Grace Dangmei · 78e Anju Tamang | Spectateurs : 10 000           | Spectateurs : 10 000 |
|              | (Rapport)            |     |                                                          | Spectateurs : 10 000           | Spectateurs : 10 000 |

## Classement des buteurs
4 buts     
- Indumati Katheresan
- Sabitra Bhandari

3 buts    
- Grace Dangmei

2 buts   
- Dalima Chibber
- Sanju Yadav
- Ratan Bala Devi
- R.M. Chalani Kumari Ekanayake
- Manjali Kumari Yonjan

1 but  
- Niru Thapa
- Punam Jargha Magar
- Anita Basnet
- Rekha Paudel
- Sweety Devi
- Sandhya Ranganathan
- Sangita Basfore
- Manisha Panna
- Anju Tamang
- Mishrat Jahan Moushumi
- Sabina Khatun

1 but contre son camp   (csc)
- Masura Parvin (contre le Népal)